# Trizogeniates schmidti
Trizogeniates schmidti is een keversoort uit de familie bladsprietkevers (Scarabaeidae). De wetenschappelijke naam van de soort werd voor het eerst geldig gepubliceerd in 1903 door Ohaus als Geniates schmidti.